# إنديانابوليس 500 سنة 1915
سباق انديانا بوليس -500 ميل 1915 أقيم في إنديانابوليس أوتوستراد في 31 مايو 1915 وفاز في السباق رالف دي بالما من فريق أي سي باترسون بمتوسط سرعة 89.840 ميل/س (144.583 كم/س).
وكان أول المنطلقين هاودي ولكوكس بسرعة 98.90 ميل/س (159.16 كم/س).